# Place de l'Obélisque
La place de l'Obélisque est une place située à Port-Vendres, dans le département français des Pyrénées-Orientales. Elle est la seule place de France construite à la gloire de Louis XVI construite sous son règne.

## Historique
Port-Vendres est signalé pour la première fois dans un document, en 1272. Port-Vendres était probablement l'antique Aphrodisium ou Portus Veneris, cité par Strabon, Pomponius Mela et Pline l'Ancien. Ce port a été abandonné pendant le haut Moyen Âge et n'a repris de l'importance qu'avec la création du royaume de Majorque par Jacques Ier d'Aragon.
Après le traité des Pyrénées, en 1659, et le rattachement du Roussillon au royaume de France, Vauban propose de remettre en état le port et de fortifier le lieu après être venu visiter les places du Roussillon en 1669, puis en 1679 et 1680. C'est dans un rapport qu'il rédige le 2 mai 1679 qu'il fait remarquer la valeur du site de Port-Vendre. Louvois venu visiter l'endroit ne retient pas le projet. Seules des travaux de fortification sont faits de 1702 à 1704.
Le comte de Mailly est commandant en chef en Roussillon en 1749 mais il est rappelé à Versailles en 1753 à la suite de querelles avec l'intendant de la généralité Henri Bertin. Il retrouve son poste dans le Roussillon après la guerre de Sept Ans. Il est nommé directeur-général des camps et armées des Pyrénées et des côtes de la Méditerranée en 1771. Dès le début de son règne, Louis XVI a décidé de construire un port fortifié pour assurer un trafic maritime régulier en Méditerranée. Le maréchal de Mailly reprend l'idée de Vauban de construire un port à Port-Vendres et veut construire une ville nouvelle dans l'esprit de la franc-maçonnerie qu'il espère avoir 12 000 habitants, soit autant que Perpignan. La réalisation du port va durer douze ans. Pour construire le port, des fonds sont nécessaires qu'il ne va obtenir que lorsque la responsabilité de la construction du port est passée du contrôleur des finances au secrétariat d'État à la guerre. Il est aussi nécessaire d'attirer des bateaux de commerce. Pour cela il va obtenir des diminutions des droits sur le commerce grâce à l'appui de Louis de Noailles, gouverneur du Roussillon.
Il charge l'architecte du roi Charles De Wailly, franc-maçon, membre de l'Académie royale d'architecture en 1767, de faire les plans de la ville nouvelle. Pour ennoblir la ville, l'architecte a l'idée de construire une place monumentale avec des éléments de sculpture, la place Louis XVI. Une brochure est publiée en faveur de la création et du peuplement de la nouvelle ville, en 1779. Les travaux ont commencé peu après par la création de la place dédiée à Louis XVI. Le rapporteur du projet le critique en disant qu'on construisait une place monumentale « là où il n'y avait pas encore d'habitants ».
Au centre de la place, Charles De Wailly a prévu d'ériger un obélisque en marbre rouge et blanc de Villefranche-de-Conflent. Il était orné de bronze, bas-reliefs, rostres, tortues. La pointe de l'obélisque porte un globe terrestre surmonté de la fleur de lys. L'ensemble est dédié à la gloire du roi. Les bas-reliefs commémoraient la Marine relevée, la liberté du commerce, la servitude abolie, l'indépendance de l'Amérique. La première pierre de l'obélisque est posée le 28 septembre 1780. Le devis définitif de l'obélisque n'a été donné que le 5 novembre 1781. Charles De Wailly a encore fait des modifications sur ses plans en 1782 et 1783. 
Les crédits venant à manquer, la réalisation de ce projet de place monumentale s'est arrêté. Seulement 88 personnes s'étaient installées dans la ville nouvelle en 1786. Port-Vendres n'a connu un essor qu'après la conquête de l'Algérie.
Les éléments en bronze ont disparu en 1793, mais les quatre bas-reliefs du soubassement sont conservés au musée de Perpignan.
L'obélisque est classé au titre des monuments historiques  par arrêté du 3 avril 1920, avec l'ensemble architectural qui l'entoure. Le reste de la place est inscrit par arrêté du 17 octobre 1995.